# Boston Open 2008
Die Boston Open 2008 im Badminton fanden in Cambridge statt.

## Sieger und Finalisten
| Disziplin    | Gold                            | Silber                          |
| ------------ | ------------------------------- | ------------------------------- |
| Herreneinzel | Leonard Holvy de Pauw           | Raju Rai                        |
| Dameneinzel  | Lee Joo Hyun                    | Mona Santoso                    |
| Herrendoppel | Howard Bach Khankham Malaythong | Daniel Gouw Chandra Kowi        |
| Damendoppel  | Lee Joo Hyun Mona Santoso       | Daphne Chang Mingzi Zhang       |
| Mixed        | Chandra Kowi Mona Santoso       | J. B. S. Vidyadhar Sarada Jasti |